# Ufficio per il controterrorismo
L'Ufficio per il controterrorismo (United Nations Office of Counter-Terrorism, UNOCT) è un organismo operativo delle Nazioni Unite,
che «fornisce agli Stati membri il supporto politico e una conoscenza approfondita della strategia globale antiterrorismo delle Nazioni Unite e, ove necessario, accelera la fornitura di assistenza tecnica in materia di terrorismo».

## Costituzione
L'Ufficio delle Nazioni Unite per il controterrorismo è stato approvato dall'Assemblea Generale con risoluzione 71/291 del 15 giugno 2017.
La costituzione dell'ufficio è stata approvata anche dal Segretario generale delle Nazioni Unite António Guterres, che precedentemente aveva proposto il trasferimento di alcune funzioni dal Dipartimento per gli affari politici e per il consolidamento della pace (DPPA) come l'Unità operativa per l'attuazione del controterrorismo (CTITF) e il Centro delle Nazioni Unite per il controterrorismo (UNCCT).
Secondo il portavoce Stephane Dujarric, il Segretario Generale ha accolto con favore l'adozione della risoluzione dell'Assemblea Generale «che ha approvato la sua proposta di istituire un nuovo Ufficio delle Nazioni Unite per la lotta al terrorismo. [...] Il Segretario generale considera l'antiterrorismo e la prevenzione dell'estremismo violento una delle massime priorità delle Nazioni Unite per affrontare una crescente minaccia alla pace e alla sicurezza internazionali. [...] Spera quindi che questa riforma dell'architettura antiterrorismo delle Nazioni Unite contribuisca ai più ampi sforzi delle Nazioni Unite per promuovere la prevenzione dei conflitti, la pace sostenibile e lo sviluppo».

## Obiettivi
L'Ufficio per il controterrorismo ha principalmente cinque obiettivi:
1. guidare gli sforzi nell'ambito dei vari mandati antiterrorismo dell'Assemblea generale che sono stati affidati al Segretario generale in tutto il sistema delle Nazioni Unite;
2. rafforzare il coordinamento e la coerenza delle attività delle entità firmatarie del Patto globale per il coordinamento contro il terrorismo per garantire l'attuazione equilibrata dei quattro pilastri della Strategia globale antiterrorismo delle Nazioni Unite;
3. aumentare l'assistenza che l'ONU fornisce agli Stati membri per rafforzare le loro capacità di lotta al terrorismo;
4. promuovere ulteriormente le attività svolte dalle Nazioni Unite per combattere il terrorismo, dare loro maggiore visibilità e rafforzare la mobilitazione di risorse in questo ambito;
5. garantire che sia data la giusta priorità alla lotta contro il terrorismo in tutto il sistema delle Nazioni Unite e che l'importante lavoro di prevenzione dell'estremismo violento sia saldamente ancorato alla Strategia.

## Funzionamento
L'Assemblea generale delle Nazioni Unite stabilisce le priorità dell'UNOCT attraverso le risoluzioni della revisione biennale della strategia globale antiterrorismo delle Nazioni Unite. L'Ufficio lavora a stretto contatto con gli Stati membri delle Nazioni Unite, le entità delle Nazioni Unite, la società civile, le organizzazioni internazionali e regionali, il mondo accademico e altre parti interessate per rafforzare i partenariati esistenti e svilupparne di nuovi per prevenire e combattere il terrorismo in modo efficace.

## Struttura

### Organismi di governo
- Il Sottosegretario generale per il controterrorismo, responsabile dell'amministrazione e delle attività dell'UNOCT, è anche Direttore esecutivo del Centro antiterrorismo delle Nazioni Unite (UNCCT) e Presidente del Comitato di coordinamento del Patto globale contro il terrorismo. Dal 21 giugno 2017 la carica è ricoperta dal diplomatico russo Vladimir Voronkov.[4]
- Il gruppo dirigente dell'UNOCT, presieduto dal Sottosegretario generale e composto dai direttori e dai responsabili, è responsabile della gestione strategica e del coordinamento di tutte le attività dell'Ufficio e controlla l'attuazione delle decisioni prese dal Sottosegretario generale.
- Il Comitato di revisione dei programmi dell'UNOCT è responsabile del controllo della qualità e della garanzia dei programmi e dei progetti proposti; della supervisione dei progetti in corso; del completamento dei progetti finanziati dal Fondo fiduciario per la lotta al terrorismo. Il Comitato consiglia e formula raccomandazioni al Sottosegretario generale sull'allineamento delle proposte con la Strategia globale antiterrorismo delle Nazioni Unite, i mandati dell'Assemblea generale e del Consiglio di sicurezza, le politiche, le norme e i regolamenti delle Nazioni Unite, le direttive, le linee guida e le procedure operative standard dell'Ufficio antiterrorismo.

### Unità amministrative
- Ufficio del Sottosegretario generale per il controterrorismo (OUSG).
- Centro delle Nazioni Unite per il controterrorismo (UNCCT).
- Divisione progetti speciali e innovazione (SPIB).
- Divisione delle politiche, della gestione della conoscenza e del coordinamento (PKMCB).
- Sezione della pianificazione strategica e del sostegno ai programmi (SPPSS).